# Kickxellomycetes
Kickxellomycetes é uma classe de fungos da subdivisão Kickxellomycotina da divisão Kickxellomycota, contendo 3 ou 4 ordens.

## Descrição
Apresentam um talo ramificado, com hifas septados que dão origem a esporangióforos septados. Os septos apresentam cavidades disciformes médias contendo tampões incolores biconvexos ou biumbonados que são persistentes em 2–3% de KOH. 
Estes fungos apresentam reprodução assexuada por esporangíolos de um esporo formados em pseudofialídeos que surgem de ramos férteis globoides alongados chamados esporocládios. Apesar disso, alguns apresentam reprodução sexual com produção de zigósporos quase globosos.
Quanto ao habitat, podem ser decompositores de matéria orgânica ou parasitas de animais e outros fungos sem haustórios no solo e em matéria orgânica em decomposição.

## Taxonomia
Foi proposta a seguinte taxonomia para o agrupamento:
- Kickxellomycetes
  - Spiromycetales
  - Kickxellales
  - Zygnemomycetales